# 拉阿魯哇族洪水傳說
拉阿魯哇族洪水傳說，是台灣拉阿魯哇族的大洪水神話，同時帶有其傳統觀念中對本族和鄒族、卡那卡那富族的關連與起源的解釋。

## 傳說

### 洪水發生
過去人們並非群居生活，而是散居在玉山的東、南、北邊，直到某一天發生了大洪水，倖存的人們便集中逃往達姆斯薩庫拉巴山（玉山）以及利斯耶茲山上避難，動物也全聚集在那裡。

### 取火
因為人們在逃難的過程中遺失了火種，他們便思考著前往有火光在閃爍的利斯耶茲山上取火的方法，這時山羊表示自願前往，然而在山羊游過洪水取得火種、並把火種綁在角上打算帶回來時，卻因為火種太燙了而忍不住潛入水中，弄惜了火種，而牠也因為水流湍急而被沖走；這時換山羌自願去取火，人們便聚集在牠身邊撫摸牠為牠打氣，而山羌的毛皮也因此富有光澤。後來山羌便成功帶回火種給人類。

### 水退
洪水遲遲不退，又讓族人傷透腦筋，這時一隻大山豬表示願意去破壞河堤，讓洪水排到其他地方，但條件是要人類每天餵牠的孩子吃地瓜直到長大，人類答應了，山豬便跳進洪水中，游到河流下游把河堤弄毀，洪水這才終於退去。

### 下山與重建
洪水退去後，動物和人們紛紛下山，這時聚集在玉山上的人分成了三批，一批順著濁水溪下山，來到阿里山建立了達邦社（鄒族）、一批順著楠梓仙溪下山，成為了卡那卡那富族、拉阿魯哇族的祖先則是往東遷移，來到了沙蘇納（hlasʉnga：日昇之地；東方之山）地區，跟矮人族嘎卜魯阿住在一起；另有說法認為拉阿魯哇族遷到了台南定居，後來受到荷蘭人攻擊而又回到山上建立部落。
另有說法認為在萬物打算下山時，一條巨蛇主動將自己的身體拉到山下搭成橋讓其他動物方便下山，動物們也開始重建河堤，小動物啣著小石頭鋪設河底、大動物則在河岸兩側用力踏著泥土建造新的河堤，但在重建的過程中，只有老鷹飛在天空上不肯幫旁，生氣的天神因此詛咒老鷹不能喝河裡的水，只要喝了就會死；而在河堤完工後，一名叫希巴拉拉薩的女神還打算剷平毀壞的山建造平地，但卻因此惹怒了熊，並咬傷了她的兒子，讓她為了照顧兒子而停止了工作，所以現在台灣的山還是很多。

## 其他
拉阿魯哇族的洪水傳說跟鄒族、卡那卡那富族相當類似，而拉阿魯哇族也因此視鄒族為本族的兄弟族，部落裡的耆老也認為用古語的話，拉阿魯哇族和鄒族是可以溝通的；另外，卡那卡那富族洪水傳說中則認為拉阿魯哇族跟本族才是系出同源。